# Priscula huila
Priscula huila is een spinnensoort uit de familie trilspinnen (Pholcidae). De soort komt voor in Colombia. 